# Авитии
Авитиите (на латински: Avitii) са фамилия от gens Avita в Древен Рим. Мъжете носят името Авит (Avitus), a жените – Авита (Avita).
Известни от фамилията:
- Юлий Авит, дядо на римските императори Елагабал и Александър Север
- Юлия Авита Мамеа, майка на Елагабал
- Варий Авит Басиан Марк Аврелий Антонин (Елагабал), император (218-222)
- Епархия Авита, първата съпруга на император Петроний Максим (упр. 455 г.), майка на Паладий
- Марк Мецилий Флавий Епархий Авит (Авит), император (455-456)

С това име:
- Алфий Авит, поет 1 век пр.н.е. – 1 век.
- Луций Дувий Авит, суфектконсул 56 г.
- Луций Стертиний Авит, суфектконсул 92 г.
- Луций Хедий Руф Лолиан Авит, суфектконсул 114 г.
- Луций Хедий Руф Лолиан Авит (консул 144 г.)
- Гай Юлий Авит, суфектконсул 149 г.
- Квинт Цецилий Авит, суфектконсул 164 г.
- Марк Макриний Авит Катоний Виндекс, управител на провинция Долна Мизия (175–176)
- Квинт Хедий Лолиан Плавций Авит, консул 209 г.
- Флавий Авит Мариниан, консул 423 г.